# Katori
Katori (香取市, Katori-shi) é uma cidade japonesa localizada na província de Chiba.
Em 1 de Junho de 2006 a cidade tinha uma população estimada em 86 782 habitantes e uma densidade populacional de 330,84 h/km². Tem uma área total de 262,31 km².
Recebeu o estatuto de cidade a 27 de Março de 2006. A cidade foi criada com a fusão da antiga cidade de Sawara com as vilas de Kurimoto, Omigawa e Yamada do distrito de Katori.